# Charles de Berland
 Charles de Berland  (mort à Paris le 31 octobre 1662) est prieur commendataire de Saint Denis de la Chartre à Paris (1624-1662) et agent général du clergé de France de 1637 à 1641 et de 1641 à 1643.

## Biographie
Charles de Berland seigneur de Thomery, a la réputation selon Pierre Blet d'être un « homme à tout faire voire homme de main » du cardinal de Richelieu dont il est « un peu le parent ».  
Il était en effet cousin issu de germain du cardinal du côté de la mère de celui-ci. Il était le fils de Pierre de Berland, écuyer, seigneur de la Louère (à Marcé-sur-Esves, Indre-et-Loire) et de son épouse Marie Rogier. Conseiller et aumônier du Roi, il devient en 1624 prieur commendataire de Saint-Denis-de-la-Châtre à Paris dans l'île de la Cité. Ce prieuré est aujourd'hui disparu. À l'époque les bâtiments étaient déjà en partie ruinés et il n'avait plus qu'un seul moine. 
Lorsque Pierre de Broc  « fort considéré de Monsieur le Cardinal de Richelieu » et agent du clergé désigné en 1635 est promu deux ans plus tard à l'évêché d'Auxerre, Charles de Berland lui est substitué  « au lieu et place » par la province ecclésiastique de Paris. L'assemblée provinciale d'Embrun au début de 1641 désigne comme agent général Louis d'Hugues, neveu de l'archevêque Guillaume IX d'Hugues, prieur de Sainte-Croix, chantre, chanoine et vicaire général de l'archevêché d'Embrun et il se trouve à se titre investi le 27 février lors de l'Assemblée générale qui se réunit à Pontoise mais où il reçoit l'ordre du roi de ne pas exercer sa charge et de la céder à Charles de Berland qui n'est pas prêtre, ni résidant et ne détient même aucun bénéfice dans la province ecclésiastique d'Embrun. À l'assemblée du clergé de Paris de mai 1645, Charles de Berland se prévaut d'avoir été élu par l'assemblée de la province ecclésiastique d'Embrun et se plaint que lors de l'Assemblée générale du clergé en juin 1643 Louis d'Hugues « agent sortant », a été mis à sa place. Du fait des disparitions concomitantes du cardinal de Richelieu en décembre 1642 et du roi Louis XIII en mai 1643, Berland doit renoncer à sa réclamation au bout d'un an de procédure mais il conserve le bénéfice des indemnités de 14.000 livres qu'il a reçues.
Il demeure prieur mais il doit faire face à des difficultés financières liées au délabrement des locaux ainsi qu'à l'action en justice des religieux de l'Ordre de Cluny qui obtiennent par un arrêter du 3 mars 1660 que le prieuré leur soit rendu. Il cesse d'être donc d'être prieur en 1662 et meurt la même année. Le prieuré disparait lorsque son successeur Jaques Testu abdique en 1704 entre les mains de l'archevêque de Paris Louis Antoine de Noailles.